# کرین (مونتانا)
کرین (به انگلیسی: Crane) شهری در ایالت مونتانا کشور ایالات متحده آمریکا است که جمعیت آن در سرشماری سال ۲۰۱۰ میلادی، ۱۰۲ نفر بوده‌است.